# Suhpalacsa subtrahens
Pour les articles homonymes, voir Ascalaphe.
Espèce
Suhpalacsa subtrahens est une espèce d'insectes névroptères de la famille des ascalaphidés (Ascalaphidae).